# Silikonschaltmatte

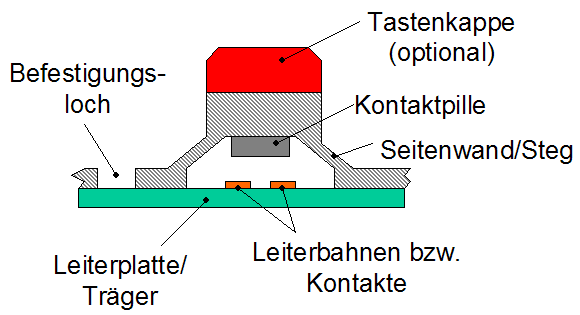
Schnitt durch eine Taste einer Silikonschaltmatte

Eine Silikonschaltmatte ist das zentrale Bauteil in vielen Tastaturen, welches die Haptik, den optischen sowie taktilen Eindruck und über die integrierte Kontaktpille auch das elektrische Verhalten bestimmt.

## Funktionsweise und Aufbau

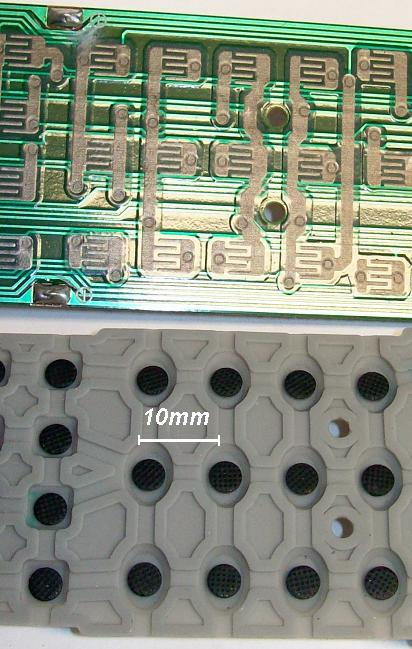
Innenansicht einer Silikonschaltmatte mit Carbon-Kontaktpillen

Aus dem Grundmaterial Silikonkautschuk wird ein Dom oder Kegel geformt, der in der zentralen Achse in einen Zylinder übergeht. Das außenliegende Zylinderende stellt den Angriffspunkt der Betätigung bzw. die Tastenkappe dar. Das innere Ende des Zylinders besteht aus einer Kontaktpille oder einer Schnappscheibe und stellt das elektrische Kontaktelement dar. Die elektrischen Anschlüsse eines mit Silikonschaltmatte aufgebauten Tasters sind zumeist als Kamm- oder Mäanderstruktur aufgebaute Leiterbahnen auf einer Leiterplatte, die von der Kontaktpille/Schnappscheibe überbrückt werden.
Meist werden mehrere Tasten zusammen in einer Silikonschaltmatte realisiert, es gibt aber auch einzeln bestückbare Taster auf Basis einer Silikonschaltmatte, bei der die Anschlussdrähte im Gehäuse so angeordnet sind, dass sie von der Kontakt-Pille überbrückt werden.
Über die Form des Doms bzw. der Stege und die Materialeigenschaften des Basismaterials kann man die Haptik und Farbe der Tasten in weiten Bereichen einstellen. Über die Wahl der Kontaktpille kann man die elektrischen Eigenschaften der Taste festlegen:
- Carbongefüllt oder -beschichtet: günstig, Kontaktwiderstand 10 bis 200 Ω, kleine Ströme
- Supra Conductive Pille (SC-Pille): Speziell verändertes Nickelgitter, gefüllt mit Silikon, Kontaktwiderstand kleiner 1 Ω, relativ günstig, bis zu 0,3 A stromtragfähig
- Goldplättchen oder -folie: relativ teuer, verschmutzungsempfindlich, sehr kleiner Kontaktwiderstand, bis zu mehreren Ampere stromtragfähig
- Schnappscheibe: relativ teuer, hörbare Kontaktgabe, kleiner Kontaktwiderstand

Da man auch Hartplastik-Tastenkappen direkt auf den Betätigungszylinder laminieren kann, ist es möglich, dem Bediener der Taste eine harte Oberfläche zur Verfügung zu stellen, die über die Gestaltung der Taste (lackiert, gelasertes Symbol etc.) auch mit einer Such- und Funktionsbeleuchtung ausgestattet werden kann.

## Verwendung

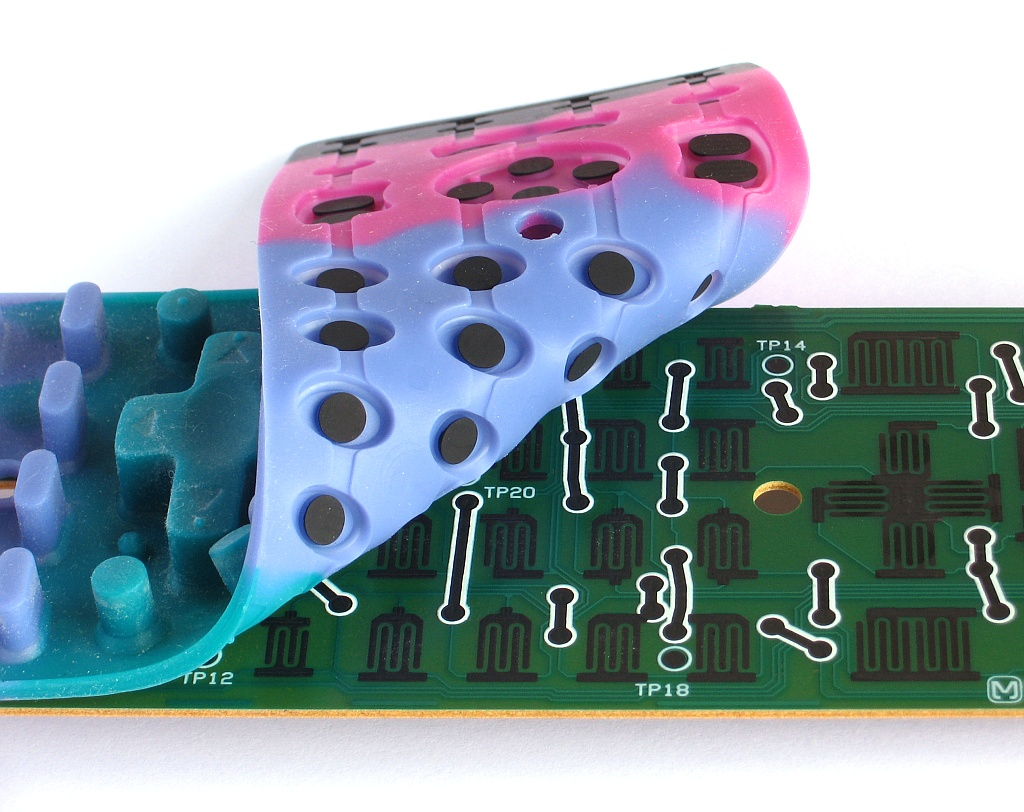
Matte einer Fernbedienung

Nahezu alle mobilen Geräte mit beweglichen Tasten (Mobiltelefone, Digitalkameras, Fernbedienung etc.) nutzen Silikonschaltmatten für die Gestaltung der Tasten und Tastenfelder.
Bei Computern wurden sie in den 1980ern eingesetzt und bekamen den Spitznamen Kaugummitastatur.